# Proctacanthus leucopogon
Proctacanthus leucopogon är en tvåvingeart som först beskrevs av Christian Rudolph Wilhelm Wiedemann 1828.  Proctacanthus leucopogon ingår i släktet Proctacanthus och familjen rovflugor.
Artens utbredningsområde är Uruguay. Inga underarter finns listade i Catalogue of Life.